# Sylvi Kekkonen
Sylvi Salome Kekkonen z domu Uino (ur. 12 marca 1900 w Pieksämäki, zm. 2 grudnia 1974  w Helsinkach) – fińska pisarka, pierwsza dama.

## Życie osobiste
Była córką pastora, a w roku 1926 poślubiła Urho Kaleva Kekkonena i 4 września 1928 urodziła synów bliźniaków Mattiego i Taneliego. W okresie od 1950 do 1953 i od 1954 do 1956 mąż był premierem, a następnie prezydentem Finlandii.

## Twórczość
Jako pisarka zadebiutowała w roku 1949 zbiorem aforyzmów filozoficznych Kiteitä. W swoich utworach podejmowała problemy społeczne i w roku 1955 w powieści Käytävä przedstawiła obraz pracy w szpitalu. Natomiast w roku 1958 w powieści Amalia ukazała realistycznie losy fińskiej wiejskiej kobiety, która posiadając bogate życie wewnętrzne, była skazana na ciężką pracę na roli. W swojej twórczości często nawiązywała do swojej biografii, a w szczególności do dzieciństwa - w Lankkuaidan suojassa z roku 1968.

## Publikacje
- Kiteitä (1949)[1]
- Käytävä (1955)[1]
- Amalia (1958, wyd. pol. 1964)[2]
- Lankkuaidan suojassa (1968)[1]